# Lužani Zagorski
Lužani Zagorski – wieś w Chorwacji, w żupanii krapińsko-zagorskiej, w gminie Jesenje. W 2011 roku liczyła 125 mieszkańców.